# Megaselia chrysophora
Megaselia chrysophora är en tvåvingeart som beskrevs av Rudolf Beyer 1967. Megaselia chrysophora ingår i släktet Megaselia och familjen puckelflugor. Inga underarter finns listade i Catalogue of Life.